# Chris Amon
(Mario Andretti, parlando della sfortuna di Chris Amon)
Christopher Arthur Amon, detto Chris (Bulls, 20 luglio 1943 – Rotorua, 3 agosto 2016), è stato un pilota automobilistico neozelandese.
Abile e meticoloso collaudatore, era ritenuto tra i più veloci del Circus della Formula 1, ma la sua carriera nella massima serie fu spesso caratterizzata dalla sfortuna. Viene considerato come uno dei migliori piloti a non aver mai vinto un Gran Premio di Formula 1 ufficiale (vinse il BRDC International Trophy nel 1970 e il Gran Premio d'Argentina 1971, ma erano extra campionato) e detiene il record di chilometri (851,4) e di giri (183) percorsi al comando tra coloro che non sono riusciti a vincere una gara del mondiale.
Più ricca di successi fu la carriera nelle ruote coperte, tra cui si possono annoverare le vittorie della 24 Ore di Le Mans 1966, della 24 Ore di Daytona 1967 e il suo contributo alla vittoria da parte della Ferrari del Campionato internazionale sportprototipi 1967.
Nel suo palmarès risultano anche sei vittorie ottenute nelle gare delle edizioni 1968 e 1969 della Tasman Series; nel 1969 si aggiudicò il campionato di questa serie su una Ferrari Dino 246 Tasmania, imponendosi su Jochen Rindt e Graham Hill.

## Biografia
Figlio di Betty e Ngaio Amon, Chris nacque il 20 luglio 1943 a Bulls. Crebbe in una famiglia benestante, dato che i genitori possedevano una vasta tenuta agricola, in cui, all'età di otto anni, iniziò a guidare il trattore con l'aiuto di un dipendente dell'azienda. Diplomatosi al college di Whanganui, a diciassette anni, prese il brevetto di volo, iniziando a sviluppare la passione per la velocità.

## Carriera

### Gli inizi (1960-1962)
A diciassette anni Amon acquistò la sua prima auto, una Austin A40 Special, con cui prese ad alcune gare locali. Nel giro di breve, grazie al sostegno paterno, acquistò prima una Cooper T41 con cui vinse la sua prima corsa a Levin, e poi la rivendette per sostituirla con una Maserati 250 F di Formula 1 posseduta dalla BRM.
La monoposto era ormai tecnologicamente superata, ma Amon riuscì a cogliere alcuni piazzamenti importanti, tra cui un secondo posto in una corsa a Renwick, che gli diedero fiducia. Decise quindi di spostarsi in Australia, abbandonando la Nuova Zelanda, per cercare di affermarsi. Qui, durante una gara a Lakeside nel febbraio del 1963, a bordo di una vettura della Scuderia Veloce, riuscì a cogliere il quarto posto sotto la pioggia battente, impressionando Reg Parnell che lo convinse a seguirlo nel Regno Unito ed entrare a far parte della sua squadra.

### Formula 1

#### Gli esordi (1963-1966)
1963
Nel 1963 Amon si trasferì quindi nel Regno Unito, per debuttare nel campionato di Formula 1 a 19 anni con una Lola di Reg Parnell. Al primo appuntamento stagionale, il Gran Premio di Monaco riuscì a qualificarsi subito dietro all'esperto compagno di squadra Maurice Trintignant, ma una rottura avvenuta dopo le qualifiche sulla monoposto del francese fece sì che Amon gli dovesse cedere la sua vettura.
Riuscì a esordire in gara, in Belgio, ma fu costretto al ritiro per un problema meccanico. Proprio la scarsa affidabilità delle Mk4 fu una costante della stagione. Fu inoltre protagonista di un brutto incidente durante il Gran Premio d'Italia, in cui fu sbalzato fuori dalla vettura e si ruppe tre costole, costringendolo a saltare anche la gara successiva.
Chiuse quindi l'annata senza ottenere punti, con due settimi posti come migliori risultati. Per l'anno successivo, però, Reg Parnell aveva stretto un accordo con la Lotus per l'acquisto di alcuni telai della Lotus 25 che avevano dominato la stagione, ponendo le premesse per ottenere quindi risultati sportivi più convincenti.
1964
Nel gennaio 1964 Amon rientrò in Oceania per prendere parte al campionato di Formula Tasman. Proprio mentre si trovava in Nuova Zelanda, Reg Parnell morì di peritonite e la squadra venne ereditata dal figlio Tim. La nuova stagione si prospettava ulteriormente complicata dall'impossibilità di procurarsi i nuovi motori Climax, con la squadra che dovette ripiegare sulla meno competitiva versione clienti dei BRM. I risultati furono al di sotto delle attese e Amon colse solamente un quinto posto al Gran Premio d'Olanda. 
In quel periodo, Amon si trasferì a Ditton Road a Londra, condividendo un appartamento con gli amici Mike Hailwood e Peter Revson e conducendo una vita mondana e sopra le righe.
1965-1966
Per il 1965, però, la sua squadra siglò un accordo con la BRM per la fornitura di motori ufficiali che prevedeva l'assunzione come pilota di Richard Attwood. Amon si ritrovò senza un volante, ma ottenne l'aiuto del connazionale Bruce McLaren che riuscì a portarlo alla Ford come collaudatore.
In quel periodo corse sporadicamente con vetture di Lotus, Brabham e Cooper ma praticamente sempre come rimpiazzo. Allo stesso tempo prese parte ad altre competizioni automobilistiche e si fece notare vincendo nel 1966 la 24 ore di Le Mans pilotando assieme a McLaren una Ford GT40.
Nel frattempo si fece una solida fama di collaudatore e un aneddoto, avvenuto nel 1966 durante prove effettuate per la McLaren, ne chiarisce la qualità: dopo una pausa i meccanici gli dissero di aver cambiato le gomme con altre usate ma di mescola diversa, mentre avevano lasciato le gomme che erano già montate; percorsi tre giri Amon dice di essersi fermato e di aver detto: «Ragazzi è incredibile: saranno anche diverse, eppure queste gomme si comportano come le altre. O la cosa è inspiegabile o voi siete dei bastardi».

#### Il passaggio in Ferrari (1967-1969)
(Enzo Ferrari)

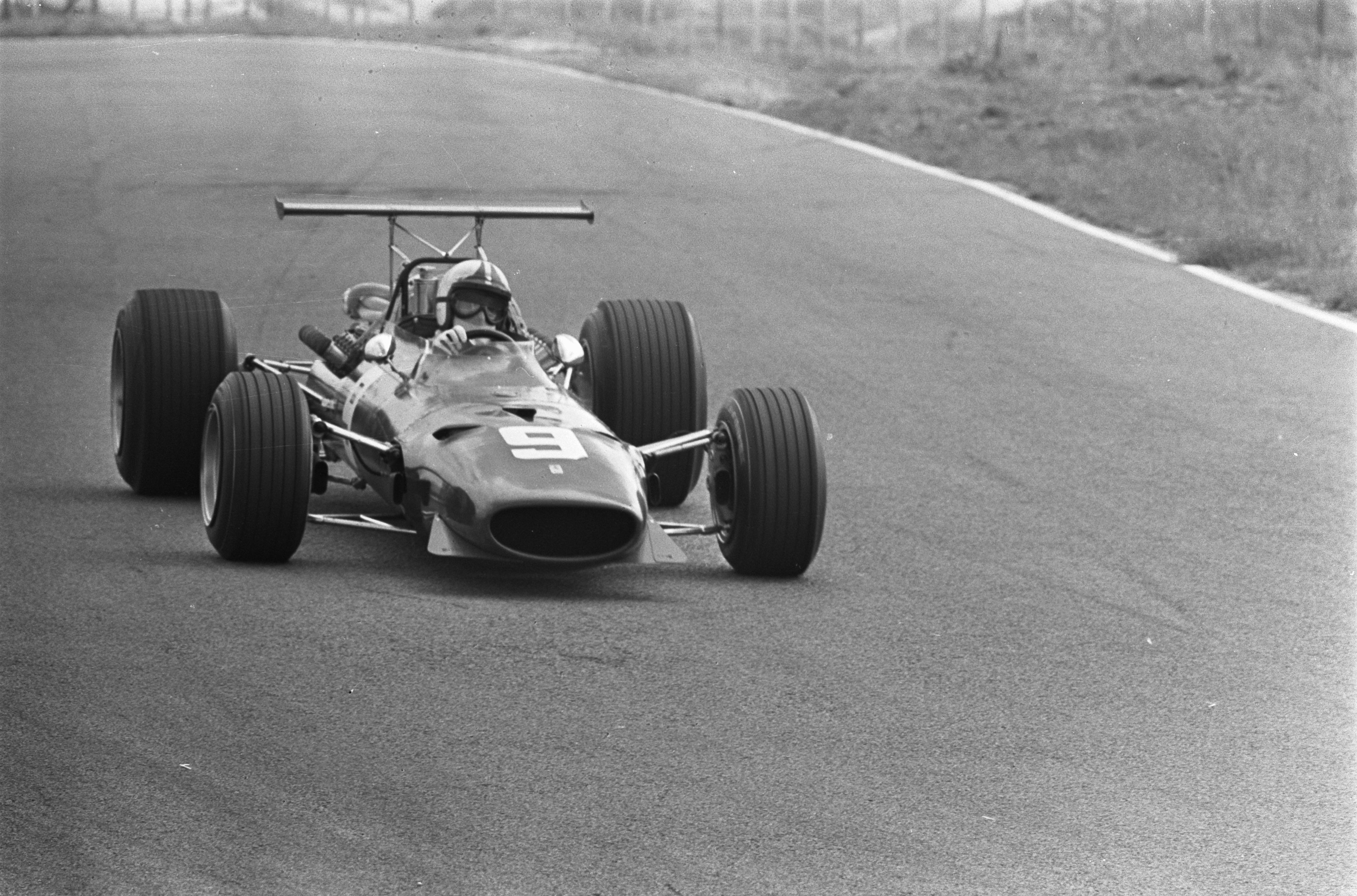
Chris Amon al Gran Premio d'Olanda 1968

Nel 1967 fu ingaggiato dalla Scuderia Ferrari con cui avrebbe corso in F1 e nelle gare di durata, la stagione iniziò con due vittorie nei prototipi in coppia con Lorenzo Bandini. Dopo la morte di Bandini al Gran Premio di Monaco Amon avrebbe voluto onorarlo con una vittoria alla 24 ore di Le Mans, ma a causa di una foratura e al conseguente strisciamento della sospensione posteriore che sviluppò un incendio, fu costretto ad abbandonare. Nel campionato di F1 fu quinto nella classifica finale con 4 terzi posti.
Nel Campionato mondiale di Formula 1 1968 ottenne tre pole position e partì spesso in prima fila, ebbe anche l'occasione di vincere tre gran premi: in Spagna, Belgio e Canada, ma a causa di guasti vide sfumare tutte le occasioni e la classifica finale lo vide decimo con un solo secondo posto come piazzamento di rilievo. Nonostante venisse considerato dall'ingegner Mauro Forghieri, all'epoca progettista della Ferrari, il miglior pilota collaudatore, da questi eventi negativi cominciò a nascere la leggenda della proverbiale sfortuna di Amon, in particolare per i motivi banali per cui avvenivano i cedimenti: in Spagna un fusibile rotto che impedì il funzionamento della pompa della benzina, in Belgio un foglio di giornale finì dentro un radiatore e in Canada la frizione che non andava a fondo e dopo 60 giri gli causò la rottura del cambio.
All'inizio della stagione 1969, subito dopo la sua affermazione in Tasman Series, l'ex pilota inglese Stirling Moss lo accusò di non saper guidare sul bagnato e di non saper prendere decisioni nei momenti più importanti.  Moss corresse in seguito le sue dichiarazioni riconoscendo il pilota neozelandese tra i migliori della sua epoca. La stagione fu, però, disastrosa: il neozelandese non andò oltre un terzo posto al Gran Premio d'Olanda e collezionò cinque ritiri nelle prime sei gare. Al termine del Gran Premio di Gran Bretagna il pilota non prese più parte a gare del campionato mondiale di Formula 1 e, complici dissapori con il team di Maranello riguardanti il ruolo di prima guida, affidato a Jacky Ickx nel precedente campionato e in quello successivo, e questioni economiche, a fine stagione annunciò il suo divorzio con la casa italiana.

#### Tra March e Matra (1970-1972)
Nel 1970 passò alla neonata March assieme al campione del mondo in carica Jackie Stewart ma, nonostante risulti sempre competitivo nei confronti con lo scozzese, l'annata si chiuse in modo disastroso rispetto alle aspettative. Amon e Stewart correvano con la medesima vettura, ma gestita da due team diversi. Stewart, con la March della scuderia Tyrrell capì che la vettura non era abbastanza affidabile e veloce e, alla fine della stagione, disputò le ultime due gare al volante della nuova monoposto che Ken Tyrrell, divenuto costruttore, gli mise a disposizione, Amon proseguì nel team ufficiale March senza ottenere risultati degni di nota.

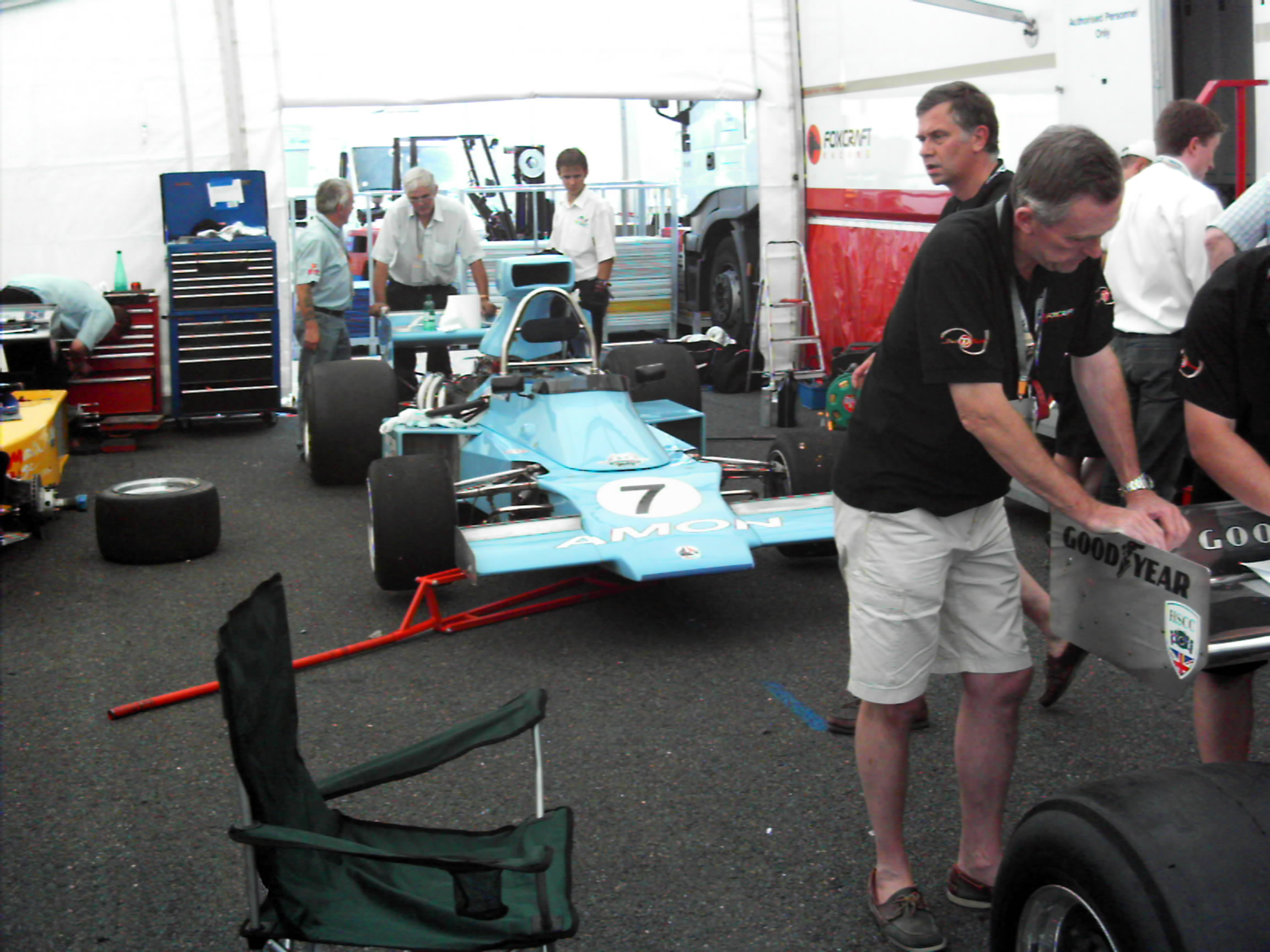
La Amon

Nel 1971 passò alla francese Matra, già campione del mondo nel 1969 con Stewart, ma reduce anch'essa da una stagione 1970 anonima. All'inizio della stagione vinse il Gran Premio d'Argentina, prova non valevole per il campionato del mondo, ma durante l'anno non riuscì a far meglio di una pole position a Monza, quando la sfortuna gli impedì di partecipare alla volata finale per la perdita della visiera del casco, che lo costrinse ai box nel momento in cui era in testa alla gara e aveva provato un allungo.
Nel 1972 la migliore occasione di vincere un gran premio si rivelò come la più cocente delle delusioni: al Gran Premio di Francia, sul circuito di Clermont-Ferrand, uno dei più impegnativi al mondo, Amon dominò i primi 20 giri ma poi una foratura lo costrinse a una sosta, quindi attuò un grandioso inseguimento che gli valse il giro più veloce in gara, superiore di soli 5 decimi (su un tempo di percorrenza di quasi 3 minuti) alla sua pole-position, ma all'arrivo fu solo terzo. A rendere più incredibile la sfortuna di Amon c'è il fatto che il motore usato in quella gara era lo stesso che aveva avuto problemi alla precedente 24 ore di Le Mans con la rottura di una biella, infatti la Matra usava gli stessi motori nell'endurance e in F1, con la sola differenza che nell'endurance i pistoni avevano 3 anelli di tenuta invece di 2 e 30-40 CV in meno di potenza, ma nonostante lo stress a cui fu sottoposto non fu il motore a cedere.
In un'intervista rilasciata nel 2007 Amon ammise che quest'ultima occasione mancata lo spinse al fatalismo, convinto che ci sarebbe stato sempre qualcosa che si sarebbe guastato nel momento in cui fosse arrivato vicino alla vittoria, tuttavia ritenne anche che l'essere stato uno dei pochi piloti della sua epoca a poter invecchiare, non si possa chiamare che fortuna allo stato puro. In effetti fu più fortunato nelle conseguenze dei pochi incidenti che ebbe in carriera, come nel Gran Premio d'Italia 1968, quando uscì di pista alle curve di Lesmo e fu sbalzato fuori dall'abitacolo: finì su un albero ma se la cavò senza un graffio.

#### Sport Prototipi
Se la sfortuna gli si accanì contro in Formula 1, nei prototipi colse significative vittorie: la 24 Ore di Daytona e la 1000 km di Monza nel 1967 al volante della Ferrari 330 P4 in coppia con Lorenzo Bandini, una gara, quest'ultima, secondo il giornalista Giuseppe Cervetto dominata dalle Ferrari. Indimenticabile la sua vittoria alla 24 Ore di Le Mans del 1966 in coppia con Bruce McLaren. È ricordata come la vittoria degli "otto metri" nei confronti della vettura gemella (Ford GT40 MKII) di Ken Miles e Dennis Hulme, per via del fatto che le due vetture arrivarono quasi appaiate e la vittoria fu assegnata alla vettura che era più indietro nello schieramento di partenza, per aver percorso una distanza maggiore. Jackie Stewart stesso ne riconosceva la grande classe e le doti velocistiche, dicendo che se c'era uno in grado di batterlo, questi era Chris Amon. Fu anche pioniere nel concetto di sicurezza in una monoposto, uno tra i primi piloti a guidare con le cinture di sicurezza, già nel 1968.

#### Gli ultimi anni (1973-1976)
Abbandona la Matra e nel 1973 passa alla bolognese Tecno che però si rivelerà del tutto insoddisfacente, all'inizio della stagione avrebbe avuto un'occasione per tornare alla Ferrari, perché la Tecno non era pronta e la scuderia di Maranello gli offrì di correre il Gran Premio di Spagna, ma la Martini, sponsor della Tecno, si oppose per timore di perdere il pilota. Correrà ancora alcune stagioni con vetture di scuderie di secondo piano o in fase calante, fino a provare a costruire una vettura (la Amon), il cui rendimento non corrispose alle aspettative. Chiuse la carriera correndo con la Ensign al Gran Premio di Germania 1976, ritirandosi durante la sospensione della gara per prestare soccorso a Niki Lauda.
Le ultime gare con la Wolf lo portarono a conoscere Gilles Villeneuve che correva con la stessa scuderia nel Campionato CanAm e, quando alla fine del 1977 Enzo Ferrari, che lo stimava ancora, lo interpellò per chiedergli un consiglio sul pilota che avrebbe dovuto sostituire Niki Lauda (passato alla Brabham) non ebbe dubbi e caldeggiò il "piccolo canadese".

## Dopo il ritiro
Viveva a Bulls, in Nuova Zelanda, dove il padre gestiva uno dei più grandi allevamenti di pecore per la produzione di lana pregiata. Ha pubblicato un'autobiografia. Morì il 3 agosto 2016 a 73 anni per un tumore.
Riposa nel cimitero Clifton a Bulls (Nuova Zelanda).

## Risultati

### Formula 1
| 1963 | Scuderia    | Vettura            |    |     |     |   |   |     |    |     |     |  |  |  |  |  |  |  | Punti | Pos. |
| ---- | ----------- | ------------------ | -- | --- | --- | - | - | --- | -- | --- | --- |  |  |  |  |  |  |  | ----- | ---- |
| 1963 | Reg Parnell | Lola Mk4A Lotus 24 | NP | Rit | Rit | 7 | 7 | Rit | NP | INF | Rit |  |  |  |  |  |  |  | 0     |      |

| 1964 | Scuderia    | Vettura  |    |   |     |    |     |     |     |  |     |     |  |  |  |  |  |  | Punti | Pos. |
| ---- | ----------- | -------- | -- | - | --- | -- | --- | --- | --- |  | --- | --- |  |  |  |  |  |  | ----- | ---- |
| 1964 | Reg Parnell | Lotus 25 | NQ | 5 | Rit | 10 | Rit | Rit | Rit |  | Rit | Rit |  |  |  |  |  |  | 2     | 16º  |

| 1965 | Scuderia                           | Vettura              |  |  |  |     |    |  |     |  |  |  |  |  |  |  |  |  | Punti | Pos. |
| ---- | ---------------------------------- | -------------------- |  |  |  | --- | -- |  | --- |  |  |  |  |  |  |  |  |  | ----- | ---- |
| 1965 | Reg Parnell Racing Ian Raby Racing | Lotus 25 Brabham BT3 |  |  |  | Rit | NP |  | Rit |  |  |  |  |  |  |  |  |  | 0     |      |

| 1966 | Scuderia              | Vettura                 |  |  |   |  |  |  |    |  |  |  |  |  |  |  |  |  | Punti | Pos. |
| ---- | --------------------- | ----------------------- |  |  | - |  |  |  | -- |  |  |  |  |  |  |  |  |  | ----- | ---- |
| 1966 | Cooper Pilota privato | Cooper T81 Brabham BT11 |  |  | 8 |  |  |  | NQ |  |  |  |  |  |  |  |  |  | 0     |      |

| 1967 | Scuderia         | Vettura     |  |   |   |   |     |   |   |   |   |     |    |  |  |  |  |  | Punti | Pos. |
| ---- | ---------------- | ----------- |  | - | - | - | --- | - | - | - | - | --- | -- |  |  |  |  |  | ----- | ---- |
| 1967 | Scuderia Ferrari | Ferrari 312 |  | 3 | 4 | 3 | Rit | 3 | 3 | 6 | 7 | Rit | 9* |  |  |  |  |  | 20    | 5º   |

| 1968 | Scuderia         | Vettura     |   |     |  |     |   |    |   |     |     |     |     |     |  |  |  |  | Punti | Pos. |
| ---- | ---------------- | ----------- | - | --- |  | --- | - | -- | - | --- | --- | --- | --- | --- |  |  |  |  | ----- | ---- |
| 1968 | Scuderia Ferrari | Ferrari 312 | 4 | Rit |  | Rit | 6 | 10 | 2 | Rit | Rit | Rit | Rit | Rit |  |  |  |  | 10    | 10º  |

| 1969 | Scuderia         | Vettura     |     |     |     |   |     |     |  |  |  |  |  |  |  |  |  |  | Punti | Pos. |
| ---- | ---------------- | ----------- | --- | --- | --- | - | --- | --- |  |  |  |  |  |  |  |  |  |  | ----- | ---- |
| 1969 | Scuderia Ferrari | Ferrari 312 | Rit | Rit | Rit | 3 | Rit | Rit |  |  |  |  |  |  |  |  |  |  | 4     | 12º  |

| 1970 | Scuderia | Vettura   |     |     |     |   |     |   |   |     |   |   |   |   |   |  |  |  | Punti | Pos. |
| ---- | -------- | --------- | --- | --- | --- | - | --- | - | - | --- | - | - | - | - | - |  |  |  | ----- | ---- |
| 1970 | March    | March 701 | Rit | Rit | Rit | 2 | Rit | 2 | 5 | Rit | 8 | 7 | 3 | 5 | 4 |  |  |  | 23    | 8º   |

| 1971 | Scuderia | Vettura      |   |   |     |     |   |     |     |  |   |    |    |  |  |  |  |  | Punti | Pos. |
| ---- | -------- | ------------ | - | - | --- | --- | - | --- | --- |  | - | -- | -- |  |  |  |  |  | ----- | ---- |
| 1971 | Matra    | Matra MS120B | 5 | 3 | Rit | Rit | 5 | Rit | Rit |  | 6 | 10 | 12 |  |  |  |  |  | 9     | 11º  |

| 1972 | Scuderia | Vettura     |    |    |     |   |   |   |   |    |   |     |   |    |  |  |  |  | Punti | Pos. |
| ---- | -------- | ----------- | -- | -- | --- | - | - | - | - | -- | - | --- | - | -- |  |  |  |  | ----- | ---- |
| 1972 | Matra    | Matra M120C | NP | 15 | Rit | 6 | 6 | 3 | 4 | 15 | 5 | Rit | 6 | 15 |  |  |  |  | 12    | 10º  |

| 1973 | Scuderia      | Vettura                 |  |  |  |  |   |     |  |  |     |     |    |  |  |    |    |  | Punti | Pos. |
| ---- | ------------- | ----------------------- |  |  |  |  | - | --- |  |  | --- | --- | -- |  |  | -- | -- |  | ----- | ---- |
| 1973 | Tecno Tyrrell | Tecno PA123 Tyrrell 005 |  |  |  |  | 6 | Rit |  |  | Rit | Rit | NP |  |  | 10 | NP |  | 1     | 21º  |

| 1974 | Scuderia | Vettura             |  |  |  |     |  |    |  |  |  |  |    |  |    |    |   |  | Punti | Pos. |
| ---- | -------- | ------------------- |  |  |  | --- |  | -- |  |  |  |  | -- |  | -- | -- | - |  | ----- | ---- |
| 1974 | Amon BRM | Amon AF101 BRM P201 |  |  |  | Rit |  | NP |  |  |  |  | NQ |  | NQ | NC | 9 |  | 0     |      |

| 1975 | Scuderia | Vettura     |  |  |  |  |  |  |  |  |  |  |  |    |    |  |  |  | Punti | Pos. |
| ---- | -------- | ----------- |  |  |  |  |  |  |  |  |  |  |  | -- | -- |  |  |  | ----- | ---- |
| 1975 | Ensign   | Ensign N175 |  |  |  |  |  |  |  |  |  |  |  | 12 | 12 |  |  |  | 0     |      |

| 1976 | Scuderia    | Vettura                               |  |    |   |   |     |    |     |  |     |     |  |  |  |    |  |  | Punti | Pos. |
| ---- | ----------- | ------------------------------------- |  | -- | - | - | --- | -- | --- |  | --- | --- |  |  |  | -- |  |  | ----- | ---- |
| 1976 | Ensign Wolf | Ensign N174 Ensign N176 Williams FW05 |  | 14 | 8 | 5 | Rit | 13 | Rit |  | Rit | Rit |  |  |  | NP |  |  | 2     | 18º  |

| Legenda | 1º posto     | 2º posto | 3º posto    | A punti         | Senza punti/Non class.  | Grassetto – Pole position Corsivo – Giro più veloce |
| Legenda | Squalificato | Ritirato | Non partito | Non qualificato | Solo prove/Terzo pilota | Grassetto – Pole position Corsivo – Giro più veloce |

### Formula Tasman
(legenda) (Le gare in grassetto indicano la pole position) (Gare in corsivo indicano Gpv)
| Anno | Squadra            | Vettura           | Motore                   | 1       | 2       | 3       | 4       | 5       | 6       | 7     | 8     | Punti | Pos. |
| ---- | ------------------ | ----------------- | ------------------------ | ------- | ------- | ------- | ------- | ------- | ------- | ----- | ----- | ----- | ---- |
| 1964 | Reg Parnell Racing | Lola Mk4A         | Climax FPF 2.5 L4        | LEV Rit | PUK Rit | WIG Rit | TER Rit | SAN     | WAR     | LAK   | LON   | 0     | NC   |
| 1968 | Chris Amon         | Dino 246 Tasmania | Ferrari 2.4 V6           | PUK 1   | LEV 1   | WIG 2   | TER 4   | SUR Rit | WAR 4   | SAN 2 | LON 7 | 36    | 2º   |
| 1969 | Scuderia Veloce    | Dino 246 Tasmania | Ferrari 2.4 V6           | PUK 1   | LEV 1   | WIG 3   | TER 3   | LAK 1   | WAR Rit | SAN 1 |       | 44    | 1º   |
| 1971 | STP Corporation    | March 701         | Ford Cosworth DFW 2.5 V8 | LEV 3   |         | WIG 5   | TER     |         |         |       |       | 15    | 5º   |
| 1971 | STP Corporation    | Lotus 70          | Ford Cosworth DFW 2.5 V8 |         | PUK 9   |         |         | WAR 2   | SAN 4   | SUR   |       | 15    | 5º   |
| 1975 | McCormack Racing   | Talon MR1         | Chevrolet 5.0 V8         | LEV Rit | PUK 7   | WIG Rit | TER 1   | WAR 4   | SUR Rit | AIR 4 | SAN 5 | 17    | 5º   |

### Sportprototipo

#### Campionato internazionale gran turismo
| 1964 | Scuderia                     | Vettura              | Stati Uniti (bandiera) | Stati Uniti (bandiera) | Italia (bandiera) | Italia (bandiera) | Belgio (bandiera) | Italia (bandiera)      | Germania Ovest (bandiera) | Germania Ovest (bandiera) | Francia (bandiera)        | Francia (bandiera) | Germania Ovest (bandiera) | Italia (bandiera)  | Regno Unito (bandiera) | Svizzera (bandiera) | Germania Ovest (bandiera) | Italia (bandiera) | Francia (bandiera)  | Stati Uniti (bandiera)    | Stati Uniti (bandiera) | Francia (bandiera)     |
| ---- | ---------------------------- | -------------------- | ---------------------- | ---------------------- | ----------------- | ----------------- | ----------------- | ---------------------- | ------------------------- | ------------------------- | ------------------------- | ------------------ | ------------------------- | ------------------ | ---------------------- | ------------------- | ------------------------- | ----------------- | ------------------- | ------------------------- | ---------------------- | ---------------------- |
| 1964 | Ulf Norinder                 | Ferrari 250 GTO      |                        |                        |                   |                   |                   |                        | Rit                       |                           |                           | 17                 |                           |                    |                        |                     |                           |                   |                     |                           |                        |                        |
| 1964 | Briggs Cunningham            | Shelby Cobra Daytona |                        |                        |                   |                   |                   |                        |                           |                           | Rit                       |                    |                           |                    |                        |                     |                           |                   |                     |                           |                        |                        |
| 1965 | Scuderia                     | Vettura              | Stati Uniti (bandiera) | Stati Uniti (bandiera) | Italia (bandiera) | Italia (bandiera) | Italia (bandiera) | Regno Unito (bandiera) | Italia (bandiera)         | Belgio (bandiera)         | Germania Ovest (bandiera) | Italia (bandiera)  | Germania Ovest (bandiera) | Francia (bandiera) | Francia (bandiera)     | Italia (bandiera)   | Germania Ovest (bandiera) | Italia (bandiera) | Svizzera (bandiera) | Germania Ovest (bandiera) | Stati Uniti (bandiera) | Stati Uniti (bandiera) |
| 1965 | Carroll Shelby International | Ford GT40            |                        |                        |                   |                   | Rit               |                        |                           |                           | 8                         |                    |                           | Rit                |                        |                     |                           |                   |                     |                           |                        |                        |
| 1965 | McLaren                      | Elva Mk.8            |                        |                        |                   |                   |                   | Rit                    |                           |                           |                           |                    |                           |                    |                        |                     |                           |                   |                     |                           |                        |                        |

#### Campionato internazionale sportprototipi
| 1966 | Scuderia                     | Vettura                       | Stati Uniti (bandiera) | Stati Uniti (bandiera) | Italia (bandiera)      | Italia (bandiera)      | Belgio (bandiera) | Germania Ovest (bandiera) | Francia (bandiera)        | Italia (bandiera)         | Italia (bandiera)      | Germania Ovest (bandiera) | Svizzera (bandiera)    | Germania Ovest (bandiera) | Austria (bandiera)  |                           |
| ---- | ---------------------------- | ----------------------------- | ---------------------- | ---------------------- | ---------------------- | ---------------------- | ----------------- | ------------------------- | ------------------------- | ------------------------- | ---------------------- | ------------------------- | ---------------------- | ------------------------- | ------------------- | ------------------------- |
| 1966 | Carroll Shelby International | Ford GT40                     | 5                      |                        |                        |                        |                   |                           | 1                         |                           |                        |                           |                        |                           |                     |                           |
| 1966 | F. English Ltd.              | Ford GT40                     |                        |                        | Rit                    |                        | 5                 |                           |                           |                           |                        |                           |                        |                           |                     |                           |
| 1967 | Scuderia                     | Vettura                       | Stati Uniti (bandiera) | Stati Uniti (bandiera) | Italia (bandiera)      | Belgio (bandiera)      | Italia (bandiera) | Germania Ovest (bandiera) | Francia (bandiera)        | Germania Ovest (bandiera) | Italia (bandiera)      | Regno Unito (bandiera)    | Italia (bandiera)      | Austria (bandiera)        | Svizzera (bandiera) | Germania Ovest (bandiera) |
| 1967 | Scuderia Ferrari             | Ferrari 330 P4 Ferrari 330 P3 | 1                      |                        | 1                      |                        |                   |                           | Rit                       |                           |                        | 2                         |                        |                           |                     |                           |
| 1969 | Scuderia                     | Vettura                       | Stati Uniti (bandiera) | Stati Uniti (bandiera) | Regno Unito (bandiera) | Italia (bandiera)      | Italia (bandiera) | Belgio (bandiera)         | Germania Ovest (bandiera) | Francia (bandiera)        | Stati Uniti (bandiera) | Austria (bandiera)        |                        |                           |                     |                           |
| 1969 | Scuderia Ferrari             | Ferrari 312 P                 |                        | 2                      | 4                      | Rit                    |                   |                           | Rit                       | Rit                       |                        |                           |                        |                           |                     |                           |
| 1970 | Scuderia                     | Vettura                       | Stati Uniti (bandiera) | Stati Uniti (bandiera) | Regno Unito (bandiera) | Italia (bandiera)      | Italia (bandiera) | Belgio (bandiera)         | Germania Ovest (bandiera) | Francia (bandiera)        | Stati Uniti (bandiera) | Austria (bandiera)        |                        |                           |                     |                           |
| 1970 | Scuderia Ferrari             | Ferrari 512 S                 |                        |                        | 5                      | 2                      |                   |                           |                           |                           |                        |                           |                        |                           |                     |                           |
| 1971 | Scuderia                     | Vettura                       | Argentina (bandiera)   | Stati Uniti (bandiera) | Stati Uniti (bandiera) | Regno Unito (bandiera) | Italia (bandiera) | Belgio (bandiera)         | Italia (bandiera)         | Germania Ovest (bandiera) | Francia (bandiera)     | Austria (bandiera)        | Stati Uniti (bandiera) |                           |                     |                           |
| 1971 | Matra                        | Matra MS660                   |                        |                        |                        |                        |                   |                           |                           |                           | Rit                    |                           |                        |                           |                     |                           |

#### Campionato del mondo sportprototipi
| 1972 | Scuderia | Vettura     | Argentina (bandiera)   | Stati Uniti (bandiera) | Stati Uniti (bandiera) | Regno Unito (bandiera) | Italia (bandiera) | Belgio (bandiera) | Italia (bandiera)         | Germania Ovest (bandiera) | Francia (bandiera) | Austria (bandiera)     | Stati Uniti (bandiera) |
| ---- | -------- | ----------- | ---------------------- | ---------------------- | ---------------------- | ---------------------- | ----------------- | ----------------- | ------------------------- | ------------------------- | ------------------ | ---------------------- | ---------------------- |
| 1972 | Matra    | Matra MS670 |                        |                        |                        |                        |                   |                   |                           |                           | Rit                |                        |                        |
| 1973 | Scuderia | Vettura     | Stati Uniti (bandiera) | Italia (bandiera)      | Francia (bandiera)     | Italia (bandiera)      | Belgio (bandiera) | Italia (bandiera) | Germania Ovest (bandiera) | Francia (bandiera)        | Austria (bandiera) | Stati Uniti (bandiera) |                        |
| 1973 | Matra    | Matra MS670 |                        |                        |                        |                        | 3                 |                   |                           |                           |                    |                        |                        |
| 1973 | BMW      | BMW 3.0 CSL |                        |                        |                        |                        |                   |                   | Rit                       | Rit                       |                    |                        |                        |

#### 24 Ore di Le Mans
| Anno | Classe  | N° | Gomme | Vettura                                 | Squadra                  | Co-piloti            | Giri | Pos. Assol. | Pos. di Classe |
| ---- | ------- | -- | ----- | --------------------------------------- | ------------------------ | -------------------- | ---- | ----------- | -------------- |
| 1964 | GT +3.0 | 6  | G     | Shelby Daytona Cobra Coupe Ford 4.7L V8 | Briggs S. Cunningham     | Jochen Neerpasch     | 131  | SQ          | SQ             |
| 1965 | P +5.0  | 2  | G     | Ford GT40 Mk.II Ford 7.0L V8            | Shelby-American Inc.     | Philip "Phil" Hill   | 89   | DNF         | DNF            |
| 1966 | P +5.0  | 2  | G     | Ford GT40 Mk.II Ford 7.0L V8            | Shelby-American Inc.     | Bruce McLaren        | 360  | 1º          | 1º             |
| 1967 | P 5.0   | 20 | F     | Ferrari 330 P3 Spyder Ferrari 4.0L V12  | Ferrari                  | Nino Vaccarella      | 105  | DNF         | DNF            |
| 1969 | P 3.0   | 19 | F     | Ferrari 312 P Coupe Ferrari 3.0L V12    | Ferrari                  | Peter Schetty        | 0    | DNF         | DNF            |
| 1971 | P 3.0   | 32 | G     | Matra-Simca MS660 Matra 3.0L V12        | Equipe Matra-Simca       | Jean-Pierre Beltoise | 263  | DNF         | DNF            |
| 1972 | S 3.0   | 12 | G     | Matra-Simca MS670 Matra 3.0L V12        | Equipe Matra-Simca Shell | Jean-Pierre Beltoise | 1    | DNF         | DNF            |
| 1973 | T 5.0   | 50 | D     | BMW 3.0 CSL BMW 3.3L S6                 | BMW Motorsport           | Hans-Joachim Stuck   | 160  | DNF         | DNF            |

#### 12 Ore di Sebring
| Anno    | Scuderia | Costruttore | Vettura       | Numero | Categoria | Classe | Co-Pilota      | Giri | Risultato di classe | Risultato assoluto |
| ------- | -------- | ----------- | ------------- | ------ | --------- | ------ | -------------- | ---- | ------------------- | ------------------ |
| 1969    | Ferrari  | Ferrari     | Ferrari 312 P | 25     | Prototipo | P 3.0  | Mario Andretti | 238  | 1º                  | 2º                 |
| Legenda |          |             |               |        |           |        |                |      |                     |                    |

#### 1000 km del Nürburgring
| Anno    | Scuderia             | Costruttore | Vettura         | Numero | Categoria    | Classe | Co-Pilota                        | Giri | Risultato di classe | Risultato assoluto |
| ------- | -------------------- | ----------- | --------------- | ------ | ------------ | ------ | -------------------------------- | ---- | ------------------- | ------------------ |
| 1964    | Ulf Norinder         | Ferrari     | Ferrari 250 GTO | 77     | Gran Turismo | GT 3.0 | Picko Troberg                    | 4    | Rit                 | Rit                |
| 1965    | Shelby American Inc. | Ford        | Ford GT40       | 11     | Prototipo    | P +3.0 | Bruce McLaren Philip "Phil" Hill | 43   | 3º                  | 8º                 |
| 1969    | Ferrari              | Ferrari     | Ferrari 312 P   | 7      | Prototipo    | P 3.0  | Pedro Rodríguez                  | 28   | Rit                 | Rit                |
| 1973    | BMW Motorsport GmbH  | BMW         | BMW 3.0 CSL     | 7      | Turismo      | T +3.0 | Hans-Joachim Stuck               | 5    | Rit                 | Rit                |
| Legenda |                      |             |                 |        |              |        |                                  |      |                     |                    |